# Força de oscilador
Um átomo ou molécula pode absorver luz e efetuar uma transição de um estado quântico para outro. A força de oscilador é uma quantidade não-dimensional para expressar a força da transição.
A força de transição {\displaystyle f_{12}} de uma transição de um estado mais baixo {\displaystyle |1m_{1}\rangle } para mais alto {\displaystyle |2m_{2}\rangle } pode ser definido por:
{\displaystyle f_{12}={\frac {2}{3}}{\frac {m_{e}}{\hbar ^{2}}}(E_{2}-E_{1})\sum _{m_{2}}\sum _{\alpha =x,y,z}|\langle 1m_{1}|R_{\alpha }|2m_{2}\rangle |^{2},}
onde {\displaystyle m_{e}} é a massa de um eléctron e {\displaystyle \hbar } é a constante reduzida de Planck.